# Niedźwiedzice
Niedźwiedzice (niem. Bärsdorf) – wieś w Polsce, położona w województwie dolnośląskim, w powiecie legnickim, w gminie Chojnów.
W latach 1954–1959 wieś należała i była siedzibą władz gromady Niedźwiedzice, po jej zniesieniu w gromadzie Chojnów. W latach 1975–1998 wieś należała administracyjnie do województwa legnickiego. Wieś jest siedzibą parafii, do której należy również sąsiednia wieś Goliszów.
Wieś leży niedaleko Chojnowa nad rzeką Skorą. Wieś była zasiedlona już w XIII wieku i należała do możnego rodu Bożywojów. Wieś posiada hodowlane stawy rybne.
| SIMC    | Nazwa    | Rodzaj  |
| ------- | -------- | ------- |
| 0363493 | Kobiałka | kolonia |

Znaczna część mieszkańców wsi to „repatrianci” przybyli w 1945 roku z 2 wsi: Antoniówka i Mazurówka, leżących na terenie gminy Żurawno, w powiecie stryjskim, w województwie stanisławowskim.

## Zabytki
Do wojewódzkiego rejestru zabytków wpisane są:
- kościół filialny pw. św. Antoniego Padewskiego z przełomu XV i XVI wieku, przebudowany w 1820 r. Wewnątrz m.in. z późnogotyckim ołtarzem typu szafiastego (tryptyk) z 1494 r. z umieszczoną w podstawie postacią ukrzyżowanego Chrystusa otoczonego klęczącymi męskimi postaciami w zbrojach – uważa się, że postać starca po lewej przedstawia wizerunek rycerza Bożywoja, fundatora ołtarza, a pozostałe osoby, to członkowie jego rodziny; XVI-wieczne renesansowe płyty nagrobne wmurowane w ściany. W ścianę kościoła wmurowanych jest pięć starych kamiennych krzyży. Nazywane są one najczęściej krzyżami pokutnymi, czyli fundowanymi w średniowieczu przez zabójców w wyniku zawieranych przez nich umów pojednawczych z rodziną zabitego, mających zapobiec krwawej zemście. Przypuszczenie to nie ma jednak oparcia w żadnych dowodach ani badaniach, a jest oparte jedynie na nieuprawnionym założeniu, że wszystkie stare kamienne krzyże monolitowe, o których nic nie wiadomo, są krzyżami, czy też kapliczkami pokutnymi[8], chociaż w rzeczywistości powód ich fundacji może być różnoraki, tak jak każdego innego krzyża. Niestety legenda o pokutnym (pojednawczym) charakterze krzyży stała się na tyle popularna, że zaczęła być odbierana jako fakt i pojawiać się w lokalnych opracowaniach, informatorach czy przewodnikach jako informacja, bez uprzedzenia, że jest to co najwyżej luźna hipoteza bez żadnych bezpośrednich dowodów.
- zespół pałacowy i folwarczny:
  - pałac, z 1748 r., przebudowany w drugiej połowie XIX w.
  - park, XVIII–XIX w., krajobrazowy z 13 okazami pomnikowych dębów
  - folwark, z czwartej ćwierci XIX w.
    - 4 oficyny mieszkalne
    - dom ogrodnika
    - stajnia
    - dwie obory
    - budynek gospodarczy

inne zabytki przyrody:
- przy kościele rośnie pomnikowa lipa drobnolistna Babcia
- pomnikowa lipa przy cmentarzu.